# Liste der Stolpersteine in Nordhausen
Die Liste der Stolpersteine in Nordhausen enthält alle Stolpersteine, die im Rahmen des gleichnamigen Kunst-Projekts von Gunter Demnig in Nordhausen verlegt wurden. Insgesamt wurden bisher an zehn Terminen 41 Stolpersteine verlegt. (Stand: Februar 2023) Bei der achten Verlegung von vier Stolpersteinen am 18. Februar 2020 wurde in der Rautenstraße 10 eine Informationstafel über die bisher verlegten Stolpersteine enthüllt.

## Liste der Stolpersteine
| Adresse                        | Datum der Verlegung | Person | Inschrift | Bild |
| ------------------------------ | ------------------- | --- | --- | --- |
| Pferdemarkt 10 ·               | 19. Okt. 2004       | Eduard Singer (1879–1938) wurde am 3. September 1879 in Salzburg geboren und lebte in Nordhausen. Am 10. November 1938 wurde er verhaftet und kam in den Nordhäuser Siechenhof in ein Schutzhaftlager. Er starb am 17. November 1938 im KZ Buchenwald. | Hier wohnte EDUARD SINGER Jg. 1879 Rabbiner ermordet 14.11.1938 in Buchenwald                                                                    | Am Denkmal der von Nationalsozialisten niedergebrannten Synagoge befinden sich auch die beiden Stolpersteine von Kurt und Eduard Singer. |
| Pferdemarkt 10 ·               | 19. Okt. 2004       | Kurt Singer (1911–1938) wurde am 24. Juni 1911 in Duisburg geboren und lebte in Nordhausen. Am 10. November 1938 wurde er verhaftet und kam in den Nordhäuser Siechenhof in ein Schutzhaftlager. Er starb am 14. November 1938 im KZ Buchenwald durch Suizid. | Hier wohnte KURT SINGER Jg. 1911 verhaftet 1938 Buchenwald gedemütigt / entrechtet Flucht in den Tod 14.11.1938                                  | Am Denkmal der von Nationalsozialisten niedergebrannten Synagoge befinden sich auch die beiden Stolpersteine von Kurt und Eduard Singer. |
| Rautenstraße 8 ·               | 19. Okt. 2004       | Stephanie Pinthus (1884–1942) wurde am 9. Juni 1884 in Lissau als Stephanie Jacobi geboren. Sie lebte in Berlin-Wilmersdorf und Nordhausen. Am 10. Mai 1942 wurde sie ab Weimar/Leipzig nach Bełżyce ins Ghetto deportiert, wo sie im gleichen Jahr starb. Die drei Kinder emigrierten vor 1939 nach Palästina. | Hier wohnte STEPHANIE PINTHUS geb. Jacobi Jg. 1884 Deportiert 1942 ermordet 1942 in Sobibor                                                      | Stolperstein der Nordhäuserin Stephanie Pinthus. Sie wurde von Nationalsozialisten deportiert und in Sobibor ermordet. |
| Domstraße 5 ·                  | 19. Okt. 2004       | Wilhelm Hunstiger (1884–1963) wurde am 24. Dezember 1884 in Höxter geboren und war von 1922 bis 1941 Pfarrer und Dechant in Nordhausen. 1935 wurde er von der SA verfolgt, misshandelt und im Siechenhof inhaftiert. Später wurde er freigelassen und zwangsweise versetzt. Am 5. März 1963 starb er in Fulda. | Hier wohnte WILHELM HUNSTIGER Jg. 1884 Dechant misshandelt 1935 von SA strafversetzt                                                             | Wilhelm Hunstiger, katholischer Pfarrer, wurde von der SA misshandelt. |
| Meyenburgstraße 10 ·           | 25. Juli 2006       | Agnes Bach (1854–1943) wurde am 16. Dezember 1854 als Agnes Hahn in Andersleben geboren und lebte in Nordhausen. Sie wurde am 20. September 1942 über Weimar, Halle und Leipzig ins Ghetto Theresienstadt deportiert, wo sie am 3. Mai 1943 starb. | Hier wohnte AGNES BACH geb. Hahn Jg. 1854 deportiert 1942 Theresienstadt tot 3.5.1943                                                            | |
| Wilhelm-Nebelung-Straße 23 ·   | 25. Juli 2006       | Else Cohn (1873–1943) wurde am 2. August 1879 als Else Windesheim in Erfurt geboren und lebte in Nordhausen, Geseniusstraße 10. Am 20. September 1942 wurde sie ab Leipzig ins Ghetto Theresienstadt deportiert, wo sie am 4. April 1943 starb. | Hier wohnte ELSE COHN geb. Windesheimer Jg. 1879 deportiert 1942 Theresienstadt tot 4.4.1943                                                     | |
| Wilhelm-Nebelung-Straße 23 ·   | 25. Juli 2006       | Georg Cohn (1862–1942) wurde am 1. August 1862 in Nordhausen geboren. Er war Fabrikbesitzer und betrieb mit seinem Partner Ludwig Cohn eine Textilfabrik in der Nordhäuser Bahnhofstraße 4. Am 20. September 1942 wurde er ab Leipzig ins Ghetto Theresienstadt deportiert, wo er am 15. Dezember 1942 starb. | Hier wohnte GEORG COHN Jg. 1862 deportiert 1942 Theresienstadt tot 15.12.1942                                                                    | |
| Jüdenstraße 1 ·                | 25. Juli 2006       | Selma Pohly (1875–1944) wurde am 15. Oktober 1875 als Selma Simon in Magdeburg geboren und lebte in Nordhausen. Am 20. September 1942 wurde sie ab Leipzig ins Ghetto Theresienstadt deportiert, wo sie am 29. März 1944 starb. | Hier wohnte SELMA POHLY geb. Simon Jg. 1875 deportiert 1942 Theresienstadt tot 29.3.1944                                                         | Bild gesucht Die Wikipedia wünscht sich an dieser Stelle ein Bild vom hier behandelten Ort. Weitere Infos zum Motiv findest du vielleicht auf der Diskussionsseite . Falls du dabei helfen möchtest, erklärt die Anleitung , wie das geht. BW |
| Jüdenstraße 1 ·                | 25. Juli 2006       | Nathan Pohly (1874–1943) wurde am 1. Februar 1874 in Göttingen geboren und lebte in Nordhausen. Am 20. September 1942 wurde er ab Leipzig ins Ghetto Theresienstadt deportiert, wo er am 8. Oktober 1943 starb. | Hier wohnte NATHAN POHLY Jg. 1874 deportiert 1942 Theresienstadt tot 8.10.1943                                                                   | Bild gesucht Die Wikipedia wünscht sich an dieser Stelle ein Bild vom hier behandelten Ort. Weitere Infos zum Motiv findest du vielleicht auf der Diskussionsseite . Falls du dabei helfen möchtest, erklärt die Anleitung , wie das geht. BW |
| Rautenstraße 11 ·              | 25. Juli 2006       | Goldine Plauth (1860–1943) wurde am 16. November 1866 als Goldine Hammerschlag in Harmuthsachsen geboren und lebte in Nordhausen. Am 20. September 1942 wurde sie ab Leipzig ins Ghetto Theresienstadt deportiert, wo sie am 7. Februar 1943 starb. | Hier wohnte GOLDINE PLAUTH geb. Hammerschlag Jg. 1860 Deportiert 1942 Theresienstadt Tot 7.2.1943                                                | Bild gesucht Die Wikipedia wünscht sich an dieser Stelle ein Bild vom hier behandelten Ort. Weitere Infos zum Motiv findest du vielleicht auf der Diskussionsseite . Falls du dabei helfen möchtest, erklärt die Anleitung , wie das geht. BW |
| Rautenstraße 13 ·              | 25. Juli 2006       | Ellen Kleimenhagen (1930–?) wurde am 9. Februar 1930 in Nordhausen geboren und lebte dort und in Erfurt. Am 10. Mai 1942 wurde sie ab Weimar/Leipzig in das Ghetto Bełżyce deportiert. Ihr Schicksal ist unbekannt. | Hier wohnte ELLEN KLEIMENHAGEN Jg. 1930 Deportiert 1942 Belzyce/Lublin ???                                                                       | Bild gesucht Die Wikipedia wünscht sich an dieser Stelle ein Bild vom hier behandelten Ort. Weitere Infos zum Motiv findest du vielleicht auf der Diskussionsseite . Falls du dabei helfen möchtest, erklärt die Anleitung , wie das geht. BW |
| Rautenstraße 20/22 ·           | 25. Juli 2006       | Isidor Levin (1868–1938) wurde am 15. November 1868 in Labischin geboren und lebte in Nordhausen, wo er in der Rautenstraße 17 als Schneidermeister ein Modegeschäft betrieb. Ab 10. November 1938 war er im KZ Buchenwald inhaftiert, wo er am 19. November 1938 ermordet wurde. Sein Sohn Albert wanderte 1938 in die USA aus. | Hier wohnte ISIDOR LEVIN Jg. 1868 ermordet 19.11.1938 KZ Buchenwald                                                                              | Stolperstein des Nordhäusers Isodor Levin, ermordet von Nationalsozialisten im KZ Buchenwald |
| Hallesche Straße 13 ·          | 25. Juli 2006       | Joachim Goldstein (1935–1944) wurde am 11. Februar 1935 in Nordhausen geboren und lebte dort. Am 20. September 1942 wurde er ab Leipzig ins Ghetto Theresienstadt und am 16. Oktober 1944 ins Vernichtungslager Auschwitz deportiert. Sein Todesdatum ist nicht bekannt. | Hier wohnte JOACHIM GOLDSTEIN Jg. 1935 deportiert 1942 Theresienstadt ermordet 1944 in Auschwitz                                                 | |
| Johannistreppe 1 ·             | 25. Juli 2006       | Berta Goldschmidt (1869–1942) wurde am 29. März 1869 als Berta Löwenstein in Offenbach am Main geboren und lebte in Nordhausen. Am 20. September 1942 wurde sie ab Leipzig ins Ghetto Theresienstadt deportiert, wo sie am 29. September 1942 ermordet wurde. | Hier wohnte BERTA GOLDSCHMIDT geb. Löwenstein Jg. 1869 deportiert 1942 Theresienstadt tot 29.9.1942                                              | |
| Auf dem Sand 12 ·              | 14. Dez. 2007       | Theodor Wolff (1894–1943) wurde am 29. August 1894 in Nordhausen geboren und lebte dort. 1943 wurde er nach Auschwitz deportiert, wo er am 26. Mai 1943 ermordet wurde. | Hier wohnte THEODOR WOLFF Jg. 1894 deportiert 1943 Auschwitz ermordet 26.5.1943                                                                  | |
| Blödaustraße 19 ·              | 14. Dez. 2007       | Rudolf Gerson (1890–1938) wurde am 8. September oder Oktober 1890 in Aschersleben geboren und lebte in Salzwedel und Nordhausen. Ab 10. November 1938 war er im KZ Buchenwald inhaftiert und wurde dort am 19. November 1938 ermordet. | Hier wohnte RUDOLF GERSON Jg. 1890 verhaftet Nov. 1938 Buchenwald Flucht in den Tod 19.11.1938                                                   | |
| Arnoldstraße 17 ·              | 14. Dez. 2007       | Theodor Stern (1870–1943) wurde am 1. Dezember 1870 in Berstadt geboren und lebte in Nordhausen. Am 20. September 1942 wurde er ab Leipzig ins Ghetto Theresienstadt deportiert, wo er am 13. Dezember 1943 ermordet wurde. | Hier wohnte THEODOR STERN Jg. 1870 deportiert 19.9.1942 Theresienstadt tot 13.12.1943                                                            | |
| Arnoldstraße 17 ·              | 14. Dez. 2007       | Emma Stern (1870–1943) wurde am 2. Februar 1870 als Emma Rosenberg in Thundorf geboren und lebte in Nordhausen. Am 20. September 1942 wurde sie ab Leipzig ins Ghetto Theresienstadt deportiert, wo sie am 22. September 1943 ermordet wurde. | Hier wohnte EMMA STERN geb. Rosenberg Jg. 1870 deportiert 19.9.1942 Theresienstadt tot 13.12.1943                                                | |
| Pferdemarkt 5 ·                | 30. Okt. 2010       | Cäcilie Altmann (1882–1944) wurde am 11. Juni 1882 in Czernowitz geboren und lebte in Nordhausen und Hannover. Am 23. Juli 1942 wurde sie ab Hannover ins Ghetto Theresienstadt deportiert und von dort am 19. Oktober 1944 ins KZ Auschwitz. Später wurde sie für tot erklärt. | Hier wohnte CÄCILIE ALTMANN Jg. 1888 deportiert 1942 Theresienstadt ermordet 1944 in Auschwitz                                                   | |
| Riemannstraße 3 ·              | 30. Okt. 2010       | Rosa Herrmann (1890–1944) wurde am 9. Juli 1890 als Rosa Moses in Frielendorf geboren und lebte in Nordhausen. Sie betrieb mit ihrem Mann Harry ein Geschäft für Baumwoll- und Leinenhandel. Am 9. November 1938 wurden beide verhaftet. Am 20. September 1942 wurde sie ab Weimar-Halle-Leipzig nach Theresienstadt in das Ghetto deportiert und am 18. Mai 1944 weiter in das KZ Auschwitz, wo sie starb. Ihr Sohn Kurt konnte über Belgien in die USA emigrieren und überlebte.                                                                                                   | Hier wohnte ROSA HERRMANN geb. Moses Jg. 1890 deportiert 1942 Theresienstadt ermordet 12.7.1944 Auschwitz                                        | |
| Riemannstraße 3 ·              | 30. Okt. 2010       | Harry Herrmann (1877–1944) wurde am 16. Februar 1877 in Nordhausen geboren. Er betrieb mit seiner Frau Rosa ein Geschäft für Baumwoll- und Leinenhandel. Am 9. November 1938 wurden beide verhaftet. Am 20. September 1942 wurde er ab Weimar-Halle-Leipzig ins Ghetto Theresienstadt deportiert und am 18. Mai 1944 weiter in das KZ Auschwitz, wo er am 12. Juli 1944 ermordet wurde. | Hier wohnte HARRY HERRMANN Jg. 1877 deportiert 1942 Theresienstadt ermordet 1944 in Auschwitz                                                    | |
| Uferstraße 10 ·                | 30. Okt. 2010       | Ludwig ‚Louis‘ Schierholz (1884–1943) wurde am 29. Juni 1884 in Salzdetfurth geboren und lebte nach dem Ersten Weltkrieg in Nordhausen. Am 30. November 1938 wurde er aufgrund seines loyalen Verhaltens gegenüber Juden denunziert, verhaftet und in Buchenwald inhaftiert. Am 7. März 1940 wurde er in das KZ Mauthausen und am 14. August 1940 in das KZ Dachau verlegt. Nach seiner Entlassung am 16. April 1941 war er ein gebrochener Mann und starb am 10. Juli 1943 in Nordhausen an gesundheitlichen Folgen. In Nordhausen wurde im Jahr 2016 eine Straße nach ihm benannt. | Hier wohnte LOUIS SCHIERHOLZ Jg. 1884 verhaftet 1938 Buchenwald 1940 Mauthausen Dachau überlebt                                                  | |
| Bahnhofsplatz 2 ·              | 9. Juni 2015        | Hermann Bacharach (1859–1938) wurde am 12. April 1859 in Rhina geboren und lebte in Nordhausen, seit 1933 verwitwet. Am 12. August 1935 wurde er von Nazis denunziert und öffentlich misshandelt. Ab 10. November 1938 war er im KZ Buchenwald inhaftiert, wo er am 24. November 1938 ermordet wurde. Seine Tochter Paula Speier und sein Sohn Georg konnten in die USA flüchten. | Hier wohnte HERMANN BACHARACH Jg. 1859 „Schutzhaft“ 1938 Buchenwald ermordet 24.11.1938                                                          | |
| Bahnhofsplatz 2 ·              | 9. Juni 2015        | Karoline Steinberg (1890–1943) wurde am 1. Januar 1890 als Tochter von Hermann Bacharach in Nordhausen geboren und lebte dort und in Berlin. Sie emigrierte mit ihrem Mann Jean Steinberg nach Amsterdam, wurde aber 1943 nach Auschwitz deportiert, wo sie am 10. September 1943 ermordet wurde. | Hier wohnte KAROLINE K. BACHARACH verh. Steinberg Jg. 1890 deportiert 1943 Auschwitz ermordet 10.9.1943                                          | |
| Bahnhofsplatz 2 ·              | 9. Juni 2015        | Paula Speier (1895–1945) wurde 1895 als Tochter von Hermann Bacharach in Nordhausen geboren. Sie konnte 1934 in die USA emigrieren und starb dort 1945. | Hier wohnte PAULA BACHARACH verh. Speier Jg. 1895 Flucht 1934 USA                                                                                | |
| Rautenstraße 8 ·               | 22. März 2018       | Emil Reichardt (1883–1942) wurde am 15. September 1883 in Nordhausen geboren. Er war Fabrikarbeiter und Mitglied der SPD. Wegen Äußerungen gegen die NS-Regierung wurde er am 18. Oktober 1939 verhaftet, anschließend in den KZ Sachsenhausen, Flossenbürg und Dachau inhaftiert und am 14. April 1942 in Buchenwald ermordet. Nach Emil Reichardt wurde in Nordhausen eine Straße benannt. | Hier wohnte EMIL REICHARDT Jg. 1883 im Widerstand / SPD verhaftet 1937 Buchenwald ermordet 15.4.1942                                             | Stolperstein des Nordhäusers Emil Reichardt, ermordet von Nationalsozialisten |
| Karolingerstraße 31 ·          | 22. März 2018       | Arthur Warburg (1890–1942) wurde am 25. März 1890 in Nordhausen geboren. Am 10. November 1938 wurde er in Buchenwald inhaftiert, abermals vom 20. Dezember 1941 bis zum 14. März 1942. Am 14. März 1942 wurde er in die Tötungsanstalt Bernburg deportiert und am gleichen Tag dort ermordet. | Hier wohnte ARTHUR WARBURG Jg. 1890 'Schutzhaft' 1938 Buchenwald verhaftet 20.12.1941 Buchenwald 'verlegt' 14.3.1942 Bernburg ermordet 14.3.1942 | |
| Alexander-Puschkin-Straße 18 · | 22. März 2018       | Paul Frohnhausen (1877–1944) wurde am 10. August 1877 in Halberstadt geboren und lebte in Nordhausen. Am 10. November 1938 wurde er in Buchenwald inhaftiert. Am 20. September 1942 wurde er über Weimar-Halle-Leipzig in das Ghetto Theresienstadt deportiert und dort am 23. Februar 1944 ermordet. Er wurde 1946 mit Datum 31. Dezember 1943 für tot erklärt. | Hier wohnte DR. PAUL FROHNHAUSEN Jg. 1877 Berufsverbot 1933 'Schutzhaft' 1938 Buchenwald deportiert 1942 Theresienstadt ermordet 23.2.1944       | |
| Alexander-Puschkin-Straße 18 · | 22. März 2018       | Melanie Frohnhausen (1899–1944) wurde am 13. September 1899 als Melanie Lewin bzw. Grünwald in Nieheim-Erwitzen geboren und lebte in Nordhausen. Sie war mit Paul Frohnhausen verheiratet. Am 20. September 1942 wurde sie in das Ghetto Theresienstadt deportiert und am 18. Mai 1944 nach Auschwitz, wo sie ermordet wurde. Sie wurde 1946 mit Datum 30. Juni 1944 für tot erklärt. | Hier wohnte HERMINE MELANIE FROHNHAUSEN geb. Grünwald Jg. 1899 deportiert 1942 Theresienstadt 1944 Auschwitz ermordet                            | |
| Auf dem Sand 3 ·               | 26. Apr. 2018       | Walter Goldschmidt (1897–?) wurde am 11. September 1897 in Nordhausen geboren und betrieb eine Pferdehandlung. 1942 wurde er nach Theresienstadt deportiert. | Hier wohnte WALTER GOLDSCHMIDT Jg. 1897 deportiert 1942 Theresienstadt befreit                                                                   | |
| Neustadtstraße 1 ·             | 26. Apr. 2018       | Elise Birnbach (1894–?) wurde am 26. August 1894 als Elise Goldschmidt in Nordhausen geboren. Am 28. Oktober 1938 wurde sie im Rahmen der Polenaktion nach Polen abgeschoben. | Hier wohnte ELISE BIRNBACH geb. Goldschmidt Jg. 1894 'Polenaktion' 1938 Bentschen / Zbaszyn Schicksal unbekannt                                  | |
| Neustadtstraße 1 ·             | 26. Apr. 2018       | Inge Ruth Birnbach (1925–?) wurde am 11. Oktober 1925 in Magdeburg geboren, lebte in Nordhausen und wurde am 28. Oktober 1938 nach Bentschen in Polen abgeschoben. | Hier wohnte INGE RUTH BIRNBACH Jg. 1925 'Polenaktion' 1938 Bentschen / Zbaszyn Schicksal unbekannt                                               | |
| Neustadtstraße 1 ·             | 26. Apr. 2018       | Manfred Birnbach (1926–?) wurde am 5. Oktober 1926 in Magdeburg geboren und lebte in Nordhausen. Am 28. Oktober 1938 wurde er nach Polen abgeschoben. | Hier wohnte MANFRED BIRNBACH Jg. 1926 'Polenaktion' 1938 Bentschen / Zbaszyn Schicksal unbekannt                                                 | |
| Neustadtstraße 1 ·             | 26. Apr. 2018       | Hermann Birnbach (1891–?) wurde am 10. November 1891 in Novominsk geboren und lebte in Nordhausen. Am 28. Oktober 1938 wurde er nach Polen abgeschoben. | Hier wohnte HERMANN BIRNBACH Jg. 1891 'Polenaktion' 1938 Bentschen / Zbaszyn Schicksal unbekannt                                                 | |
| Auf dem Sand 3 ·               | 18. Feb. 2020       | Grete Ballin (1903–?) wurde am 25. Juni 1903 als Grete Winter in Einbeck geboren. Seit 1925 war sie mit Kurt Ballin aus Duderstadt verheiratet, mit dem sie zwei Kinder hatte und seit 1931 zusammen in Duderstadt lebte. Im März 1934 zog sie mit ihrer Familie nach Nordhausen. Am 10. Mai 1942 wurde sie in das Ghetto Bełżyce deportiert und starb im Distrikt Lublin. | Hier wohnte GRETE BALLIN geb. Winter Jg. 1903 deportiert 1942 Belzyce ermordet                                                                   | |
| Auf dem Sand 3 ·               | 18. Feb. 2020       | Ruth-Sophie Ballin (1932–?) wurde am 24. Mai 1932 als Tochter von Kurt und Grete Ballin in Duderstadt geboren. 1934 zog ihre Familie nach Nordhausen. Am 10. Mai 1942 wurde sie in das Ghetto Bełżyce deportiert und starb im Distrikt Lublin. | Hier wohnte RUTH-SOPHIE BALLIN Jg. 1932 deportiert 1942 Belzyce ermordet                                                                         | |
| Hallesche Straße 13 ·          | 18. Feb. 2020       | Hildegard Goldstein (?–?) wurde am 7. August 1893 als Hildegard Steinitz in Berlin geboren. Sie war mit Isidor Goldstein verheiratet und hatte mit ihm drei Kinder. Am 20. September 1942 wurde sie in das Ghetto Theresienstadt deportiert und von dort am 16. Oktober 1944 in das Konzentrations- und Vernichtungslager Auschwitz. | Hier wohnte HILDEGARD GOLDSTEIN geb. Steinitz Jg. 1892 deportiert 1942 Theresienstadt 1944 Auschwitz ermordet                                    | |
| Hallesche Straße 13 ·          | 18. Feb. 2020       | Isidor Goldstein (1874–1943) wurde am 8. Januar 1874 in Nordhausen geboren. Er war mit Hildegard Goldstein verheiratet. Am 20. September 1942 wurde er in das Ghetto Theresienstadt deportiert, wo er am 5. Mai 1943 starb. | Hier wohnte ISIDOR GOLDSTEIN Jg. 1974 deportiert 1942 Theresienstadt ermordet 5.5.1943                                                           | |
| Jahnstraße 47 ·                | 30. Aug. 2021       | Amanda Meyer (?–1942) | Hier wohnte AMANDA MEYER Jg. 1874 deportiert 1942 Theresienstadt ermordet 22.9.1942                                                              | |
| Schmale Gasse 8 ·              | 30. Aug. 2021       | Simon Weiß (?–1938) | Schmale Gasse 8 wohnte SIMON WEISZ Jg. 1880 Flucht 1938 Österreich tot 1939                                                                      | |
| Landgrabenstraße 3 ·           | 20. Feb. 2023       | Charlotte Schnitki (1908–1940) wurde am 25. Dezember 1908 in Klostermansfeld geboren. Seit etwa 1914 lebte sie mit ihrer Familie in Nordhausen. Ihr Vater war der Tierarzt Max Schnitki. Ab 1929 war sie in der Heilanstalt Pfafferode, von der aus sie in der Aktion T4 am 6. Dezember 1940 in die Tötungsanstalt Bernburg gebracht und am gleichen Tag ermordet wurde. | Hier wohnte CHARLOTTE SCHNITKI Jg. 1908 Eingewiesen 1929 Heilanstalt Pfafferode 'verlegt' 6.12.1940 Bernburg ermordet 6.12.1940 'Aktion T4'      | Stolperstein für Charlotte Schnitki in Nordhausen |